# Gournay affiné
Dans le pays de Bray en Normandie, on trouve un camembert nommé le Gournay affiné. Tout comme le Bondon et le Bondard, le Gournay est une variante du Neufchâtel.

## Fabrication
C'est un fromage à base de lait de vache, dont la pâte molle est entourée d'une  croûte fleurie.
Il a la forme d'un palet.
Ce fromage a besoin de trois semaines à un mois d'affinage, il contient 45 % de matières grasses.

## Dégustation

### Vins conseillés
- rouges légers et fruités[2]
- Côtes-du-Rhône[4]
- Beaujolais[4]
- cidre bouché bien frais[4].

### Saison favorable
Le meilleur moment pour le déguster va de l'été à l'automne.